# Иаков Боровичский
Иа́ков Борови́чский (умер около 1540) — святой Русской церкви, боровичский и новгородский чудотворец. Память совершается во вторник Светлой седмицы и 23 октября (5 ноября) шестеричным богослужением.

## История
Сведений о жизни Иакова не сохранилось, предание называет его благочестивым судовщиком и юродивым, который был убит громом около 1540 года. Житие сообщает, что в этот год на третий день Пасхи к новгородскому селению Боровичи по реке Мсте приплыла льдина с дубовой колодой (гробом), в которой лежало тело юноши. Жители, не желая разбирательств по поводу неизвестного покойника, оттолкнули льдину на середину реки, но она вновь вернулась к берегу. Ночью сельские старейшины увидели во сне этого юношу, который сказал: «Я такой же христианин, как и вы. Не гоните меня. Моё имя Иаков, я получил имя в честь святого Иакова, брата Господня». После этого мощи поместили в часовне, а в 1544 году перенесли в Свято-Духов монастырь. В этот же год было установлено празднование в честь святого Иакова Боровичского (с 1572 года установлено полиелейное празднование).

## Почитание
В 1657 году патриарх Никон перенёс мощи святого Иакова на озеро Валдай, в Валдайский Иверский монастырь. Часть мощей осталась в Боровичском монастыре. В 1858 году Фёдор Верховцев выполнил новую раку для мощей, которая находилась в Успенском соборе Иверского монастыря.
Частица мощей блаженного праведного Иакова заключена в Кийском кресте.
В Валдае в 1826 году была построена часовня Святого Иакова Боровичского, сохранилась до наших дней.